# 1940 en dadaïsme et surréalisme
Pour l'année, voir 1940.
 Chronologie de dada et du surréalisme 
- 1936
- 1937
- 1938
- 1939
- 1940
- 1941
- 1942
- 1943
- 1944

Cet article présente les faits marquants de l'année 1940 en dadaïsme et surréalisme.

## Éphémérides

### Janvier
- André Breton est mobilisé comme médecin à l'école de pilotage de Poitiers (Charentes)[1].

### Février
- Parution à Bruxelles du premier numéro de L'Invention collective, réalisation collective des Groupe surréaliste de Belgique et Groupe surréaliste de Hainaut et dirigée par René Magritte et Raoul Ubac[2].

- Benjamin Péret, Jean-François Chabrun et Léo Malet sont incarcérés à Rennes (Ille-et-Vilaine) pour « constitution de cellule trotskyste dans l'armée. »[3]

### Juin
- 10 juin
André Breton, Anthologie de l'humour noir, couverture décorée par Oscar Dominguez et d'une eau-forte de Pablo Picasso selon les tirages de tête, achevé d'imprimer le 10 juin[4]

- Breton est affecté à l'école de pilotage de Loupiac à la Réole (Gironde)[5].

### Août
- 1er août
Démobilisé, André Breton rejoint Jacqueline et Aube à Salon-de-Provence (Bouches-du-Rhône) chez Pierre Mabille[6].

### Septembre
- Pierre Mabille obtient un visa pour Haïti[7].

### Octobre
- André Breton et Jacqueline trouvent refuge à la villa Air Bel, dans le quartier de la Pomme à Marseille : une maison comprenant huit chambres découverte par Mary Jayne Gold pour le Comité américain de secours créé par Varian Fry et Daniel Bénédite : « Le jour de son arrivée, Breton attrape un scorpion dans la baignoire et, à la place de fleurs, met une bouteille contenant des mantes religieuses vivantes sur la table. »[8]
S'y retrouvent également l'écrivain Victor Serge et son épouse Laurette : « Nous avions baptisé Espervisa le château délabré. Breton y écrivait des poèmes dans la serre, au soleil de novembre. J’écrivais des pages de roman et ce n’était pas par amour de la littérature. »[réf. nécessaire]
Les dimanches après-midi, la villa reçoit d'autres artistes, surréalistes ou non : Arthur Adamov, Hans Bellmer, Victor Brauner, René Char, Frédéric Delanglade, Oscar Dominguez, Marcel Duchamp, Max Ernst, le photographe André Gomès[9], Peggy Guggenheim, Jacques Hérold, le comédien Sylvain Itkine, Wifredo Lam, André Masson, Benjamin Péret, Tristan Tzara, Remedios Varo, Wols et Ylla (pseudonyme de Camilla Koeffler)[10].

### Novembre
- 9 novembre
Lettre d'Antonin Artaud : « Chaque nuit mon lit est amené dans un centre initiatique !!! différent et j'y subis quelques mutilations de plus et me réveille chaque matin un peu plus asphyxié et titubant avec des grappes de femmes suspendues à mon cou, à ma tête, à mon ventre, à mes membres, et des légions de démons enfants et femmes qui déferlent sur moi en ondes et par courants. Peut-être réussirez-vous à trouver ce qu'il me faut pour que les démons se taisent. »[11]

### Décembre
- 4 décembre
Visite du maréchal Pétain à Marseille. Préventivement André Breton, catalogué « anarchiste dangereux recherché depuis longtemps par la police française », Varian Fry, Victor Serge, ainsi que des membres du Comité américain de secours sont arrêtés et internés durant quatre jours à bord d'un navire[12].

- Breton, Fata morgana, avec quatre dessins de Wifredo Lam[13].

- À Bruxelles, parution du premier numéro de la revue L'Invention collective fondée par René Magritte et Raoul Ubac[14].

### Cette année-là
- Leonora Carrington est internée dans un hôpital psychiatrique à Santander (Espagne)[15].

- Première exposition Matta à New York[16].

- Joan Miró commence une série de peintures à l'essence sur papier intitulée Constellations. André Breton : « Le surréalisme lui doit la plus belle plume de son chapeau. »[17]

- Henry Moore, devenu artiste officiel, est rejeté du groupe surréaliste britannique[réf. nécessaire]

- Cesar Moro et Wolfgang Paalen organisent à Mexico la première exposition internationale du surréalisme[18].

### Œuvres
- Eileen Agar
  - L'Ange de l'Anarchie II, sculpture, matériaux divers[19]
- Noël Arnaud
  - Semis sur le ciel, poèmes[20]
- Victor Brauner
  - La Pierre philosophale[21]
- André Breton
  - Anthologie de l'humour noir, recueil de textes parmi les auteurs favoris de Breton, ses « têtes d'orages » comme Pétrus Borel, Arthur Cravan, Xavier Forneret, Charles Fourier, Franz Kafka, Lautréamont, Arthur Rimbaud, Sade, Alberto Savinio, Jonathan Swift, John Millington Synge aux éditions du Sagittaire[22] : « L'humour noir est tout autre chose que l'ironie sceptique ou la plaisanterie sans gravité. »
  - Pleine marge
- Pol Bury
  - La Fin du christianisme, huile sur toile[23]
- Alexander Calder
  - Collier, trois galets sur rond de métal[24]
- Leonora Carrington
  - Down below, huile sur toile[25]
- Ithell Colquhoun
  - The Pine family, huile sur toile[26]
- Joseph Cornell
  - Le Coffret à bijoux de la Taglioni, boîte surréaliste[27]
  - Magic soap bubble set, boîte surréaliste : bois, verre, papier imprimé, coquillage, peinture, velours, terre, caoutchouc, ongle[28]
- Christian Dotremont
  - Ancienne éternité, recueil de poésie publié clandestinement à Paris[29]
- Max Ernst
  -  Épiphanie, huile sur toile[30]
  - Le Fascinant cyprès, huile sur toile[31]
  - La Toilette (ou L'Habillement) de la mariée, huile sur toile[32]
- Leonor Fini
  - Portrait de Leonora Carrington, huile sur toile[33]
- Wilhelm Freddie
  - Le Refus définitif d'une demande de baiser, huile sur toile[34]
- Jacques Hérold
  - Le Jour et la nuit, fusain sur papier[35]
- Rita Kernn-Larsen
  - La Révolte de la femme (Kvinderness opor), huile sur toile[36]
- Pierre Mabille
  - Le Miroir du merveilleux, essai[37] : « Le but réel du voyage merveilleux est l'exploration la plus totale de la réalité universelle. Étant admis que le merveilleux est à la fois extérieur à l'homme et contenu en lui, exigeant une conquête de la nature et un repliement constant de soi-même ; étant comprise cette dialectique du rêve et de l'action, de la vie intérieure et de l'action sociale continûment révolutionnaire, l'histoire de l'humanité n'apparaît plus comme une suite d'événements accidentels mais comme un long voyage orienté vers la conquête d'un royaume merveilleux, d'une terre que l'homme se promet à lui-même. »
- René Magritte
  - La Plaine de l'air, huile sur toile[38]
  - La Recherche de l'absolu, huile sur toile[39]
  - Le Retour, huile sur toile[40]
- André Masson
  - Goethe ou la métamorphose des plantes, huile sur toile[41]
  - Tête d'Euclide, huile sur toile[42]
- Joan Miró
  - L'Étoile matinale, gouache, huile et pastel sur papier[43]
  - Femme et oiseaux, gouache et huile sur papier[44]
  - La Poétesse, huile sur toile[45]
- Pablo Picasso
  - Femme se coiffant[46]
- Yves Tanguy
  - Construire, détruire, huile sur toile[47]
- Toyen
  - Le Tir, dessin[48]
- Clovis Trouille
  - Mes funérailles, huile sur toile : corps blancs de pleureuses à bas noirs[49]
- Alois Wachsman
  - Ulysse et Madame Bovary, huile sur toile[50]
- Wols
  - La Danseuse noire, aquarelle sur papier[51]
  - Il me regarde, huile sur toile[52]
  - L'Inaccessible rocher, aquarelle sur papier[53]
  - Le Petit bar du camp, aquarelle sur papier[54]
  - Le Tank, aquarelle sur papier[55]